# Integral múltiple

Integral com a àrea entre dues corbes.

La integral múltiple és un tipus d'integral definida estesa a funcions de més d'una variable real, per exemple, {\displaystyle f(x,y)} o {\displaystyle f(x,y,z)}.

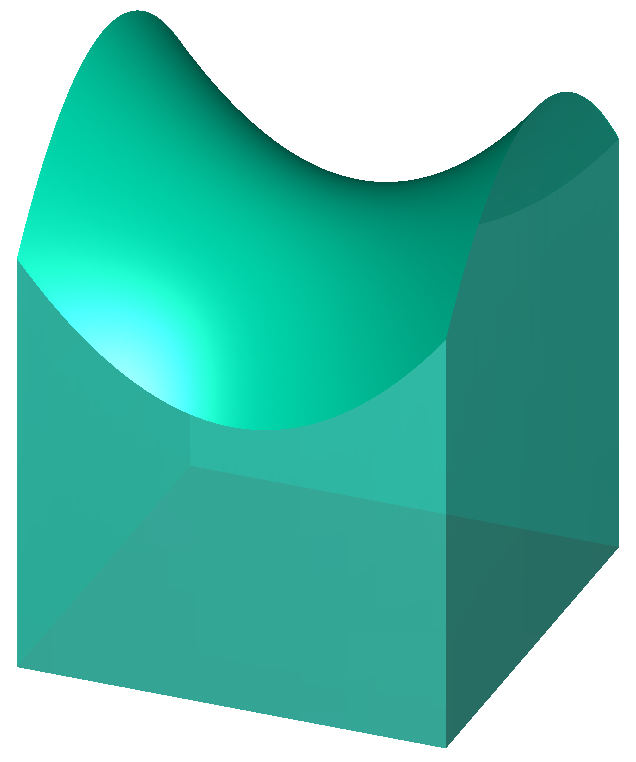
Integral doble com el volum davall d'una superfície. La regió rectangular de la base del cos és el domini d'integració, mentre que la superfície és el gràfic de la funció a integrar.

Igual que la integral definida d'una funció positiva d'una variable representa l'àrea de la regió entre el gràfic de la funció i l'eix x, la integral doble d'una funció positiva de dues variables representa el volum de la regió compresa entre la funció i el pla que conté el seu domini. (El mateix volum es pot obtenir a través d'una integral triple — la integral de la funció de tres variables — de la funció constant f(x, y, z) = 1 sobre la regió esmentada abans entre la superfície i el pla, el mateix es pot fer amb una integral doble per calcular una superfície.) Si el nombre de variables és més gran, llavors la integral representa un hipervolum, el volum d'un sòlid de més de tres dimensions que no es pot representar gràficament.
La integració múltiple d'una funció de {\displaystyle \;n} variables: {\displaystyle \;f(x_{1},x_{2},\ldots ,x_{n})} sobre un domini {\displaystyle \;D} normalment es representa a base d'una sèrie de signes d'integració en l'ordre invers d'execució (el signe d'integració de més a l'esquerra és el que es calcula últim) seguida per la funció i la llista dels arguments d'integració en l'ordre directe (l'argument de més a la dreta és l'últim que es calcula). El domini d'integració es representa simbòlicament, o bé per a cada integrand a cada signe integral, o sovint és abreviat amb una variable davall del signe integral de més a la dreta:
{\displaystyle \iint \ldots \int _{\mathbf {D} }\;f(x_{1},x_{2},\ldots ,x_{n})\;\mathbf {d} x_{1}\mathbf {d} x_{2}\!\ldots \mathbf {d} x_{n}}

## Exemples
Per exemple, el volum del paral·lelepípede de cares 4 × 6 × 5 es pot obtenir de dues maneres:
- Amb la integral doble

{\displaystyle \iint _{D}5\ dx\,dy}
de la funció f(x, y) = 5 calculada a la regió D del pla xy que és la base del paral·lelepípede.
- Per la integral triple

{\displaystyle \iiint _{\text{paral·lelepípede}}1\,dx\,dy\,dz}
de la funció constant 1 calculada sobre el paral·lelepípede mateix.

## Definició matemàtica
Sia n un enter més gran que 1. Es considera el que s'anomena un rectangle n-dimensional semiobert (a partir d'aqui anomenat simplement rectangle). Per a un pla, n = 2, i la integral múltiple és només una integral doble.
{\displaystyle T=[a_{1},b_{1})\times [a_{2},b_{2})\times \cdots \times [a_{n},b_{n})\subset \mathbb {R} ^{n}.}
Es divideix cada interval {\displaystyle [a_{i},b_{i})} en un nombre finit de subintervals que no s'encavalquen, i de forma que cada subinterval és tancat al cantó esquerre i obert al cantó dret. Aquest subintervals s'indicaran per {\displaystyle I_{i}.} Llavors, la familia de subrectangles de la forma 
{\displaystyle C=I_{1}\times I_{2}\times \cdots \times I_{n}}
és una partició de {\displaystyle T,} és a dir, els subrectangles {\displaystyle C} no s'encavalquen i la seva unió és {\displaystyle T.} El diàmetre d'un subrectangle {\displaystyle C} és, per definició, la més gran de les longituds dels intervals el producte dels quals és {\displaystyle C,} i el diàmetre d'una partició donada de {\displaystyle T} es defineix com el més gran dels diàmetres dels subrectangles de la partició.
Sia {\displaystyle f:T\to \mathbb {R} } una funció definida en un rectangle {\displaystyle T.} Es considera la partició
{\displaystyle T=C_{1}\cup C_{2}\cup \cdots \cup C_{m}}
de {\displaystyle T} definida tal com s'ha explicat més amunt, on {\displaystyle m} és un enter positiu. Una suma de Riemann és una suma de la forma 
{\displaystyle \sum _{k=1}^{m}f(P_{k})\,\operatorname {m} (C_{k})}
On per a cada {\displaystyle k} el punt {\displaystyle P_{k}} és a {\displaystyle C_{k},} i {\displaystyle \operatorname {m} (C_{k})} és el producte de les longituds dels intervals, el producte cartesià dels quals és {\displaystyle C_{k}.}
La funció {\displaystyle f} es diu que és integrable Riemann si el límit
{\displaystyle S=\lim _{\delta \to 0}\sum _{k=1}^{m}f(P_{k})\,\operatorname {m} \,(C_{k})}
existeix, on el límit es pren sobre totes les posicions possibles de {\displaystyle T} de diàmetre com màxim {\displaystyle \delta .} si {\displaystyle f} és integrable Riemann, {\displaystyle S} s'anomena la integral de Riemann de {\displaystyle f} sobre {\displaystyle T,} i s'escriu 
{\displaystyle \int _{T}\!f(x)\,dx.}
La integral de Riemann d'una funció definida sobre un conjunt n-dimensional amb una frontera arbitrària es pot definir a base d'estendre la funció a una funció definida sobre un rectangle semiobert els valors de la qual són zero fora del domini de la funció original. Llavors, la integral de la funció original sobre el domini original, es defineix com la integral de la funció estesa sobre el seu domini rectangular, si existeix.
En el que segueix, de la integral de Riemann en n dimensions se'n dirà integral múltiple.

### Propietats
Les integrals múltiples tenen la majoria de les propietats de les integrals de les funcions d'una variable (linealitat, additivitat, monotonia, etc.). A més, igual que en el cas d'una variable, es pot emprar la integral múltiple per a trobar la mitjana d'una funció sobre un conjunt donat. De forma més específica, donat un conjunt {\displaystyle D\subset \mathbb {R} ^{n}} i una funció integrable {\displaystyle f} sobre {\displaystyle D}, el valor mitjà de {\displaystyle f} sobre aquest domini ve donat per 
{\displaystyle {\bar {f}}={\frac {1}{m(D)}}\int _{D}f(x)\,dx,}
on {\displaystyle \;m(D)} és la mesura de {\displaystyle \;D}.

### Casos particulars
En el cas de {\displaystyle T\subseteq \mathbb {R} ^{2},} la integral 
{\displaystyle \ell =\iint _{T}f(x,y)\,dx\,dy}
És la integral doble de F sobre T, i si {\displaystyle T\subseteq \mathbb {R} ^{3}} la integral 
{\displaystyle \ell =\iiint _{T}f(x,y,z)\,dx\,dy\,dz}
és la integral triple de F sobre T.
Fixeu-vos que, per convenció, la integral doble té dos signe d'integració, i la integral triple en té tres; això és només una conveniència que va bé en el cas que es calculi una integral múltiple com una integral iterada (com s'explica tot seguit).

## Integrals múltiples i integrals iterades.
El teorema de Fubini estableix que si 
{\displaystyle \int _{A\times B}|f(x,y)|\,d(x,y)<\infty ,}
és a dir, si la integral és absolutament convergent, llavors la integral múltiple donarà el mateix resultat que la integral iterada,
{\displaystyle \int _{A\times B}f(x,y)\,d(x,y)=\int _{A}\left(\int _{B}f(x,y)\,dy\right)\,dx=\int _{B}\left(\int _{A}f(x,y)\,dx\right)\,dy.}
En particular això passarà si {\displaystyle |f(x,y)|} és una funció fitada i A i B són conjunts fitats.
Si la integral no és absolutament convergent, cal anar amb compte i no confondre els conceptes de integral múltiple i integral iterada, especialment perquè la mateixa notació sovint es fa servir per als dos conceptes. La notació
{\displaystyle \int _{0}^{1}\int _{0}^{1}f(x,y)\,dy\,dx}
Significa, en alguns casos, una integral iterada en comptes d'una autèntica integral doble. En una integral iterada, la integral exterior
{\displaystyle \int _{0}^{1}\cdots \,dx}
És la integral respecte de x de la següent funció de x:
{\displaystyle g(x)=\int _{0}^{1}f(x,y)\,dy.}
Per altra banda, una integral doble, es defineix respecte del pla xy. Si la integral doble existeix, llavors és igual a cada una de les dues integrals iterades ("dy dx" o "dx dy") i sovint es calcula a base de calcular alguna de les integrals iterades. Però de vegades les dues integrals iterades existeixen mentre que la integral doble no, i en alguns d'aquests casos les dues integrals iterades donen nombres diferents, per exemple, es té
{\displaystyle \int _{0}^{1}\int _{0}^{1}f(x,y)\,dy\,dx\neq \int _{0}^{1}\int _{0}^{1}f(x,y)\,dx\,dy.}
Aquest és un exemple de reordenació d'una integral condicionalment convergent.
Es pot emprar la notació
{\displaystyle \int _{[0,1]\times [0,1]}f(x,y)\,dx\,dy}
Si es vol emfatitzar la intenció de referir-se a una integral doble en comptes d'una integral iterada.

## Mètodes d'integració
La resolució de problemes amb integrals múltiples consisteix en la majoria dels casos en trobar la forma de reduir la integral múltiple a una integral iterada, de forma que cada una de les integrals d'una variable siguin resolubles directament.

### Examen directe
De vegades, és possible obtenir el resultat de la integració sense cap càlcul directe.

#### Constants
En el cas d'una funció constant, el resultat és directe: simplement es multiplica la mesura del domini d'integració per al constant que dona la funció c. Si c = 1, i s'integra sobre una subregió de R² això dona l'àrea d'aquesta regió, mentre que a R3 és el volum de la regió.
- Per exemple:

{\displaystyle D=\{(x,y)\in \mathbb {R} ^{2}\ :\ 2\leq x\leq 4\;\ 3\leq y\leq 6\}} i {\displaystyle f(x,y)=2\,\!}
Integrant f sobre D:
{\displaystyle \int _{2}^{4}\int _{3}^{6}\ 2\ dx\,dy={\mbox{area}}(D)\cdot 2=(2\cdot 3)\cdot 2=12.}

#### Utilització de possibles simetries
En el cas de dominis on hi ha simetries respecte d'almenys un dels eixos i quan la funció té com a mínim una paritat respecte a una variable, la integral s'anul·la (la suma dels valors oposats i dels valors iguals dona zero).
En funcions de Rn n'hi ha prou que la variable dependent sigui imparella respecte a l'eix de simetria.
- Exemple (1):

Donada la funció {\displaystyle f(x,y)=2\ \sin(x)-3\ y^{3}+5} i {\displaystyle T=x^{2}+y^{2}\leq 1} l'àrea d'integració (disc amb radi 1 centrat a l'origen de coordenades, frontera inclosa).
Emprant la propietat de la linealitat la integral es pot descompondre en tres trossos:
{\displaystyle \iint _{T}(2\ \sin(x)-3\ y^{3}+5)\ dx\,dy=\iint _{T}2\ \sin(x)\ dx\,dy-\iint _{T}3\ y^{3}\ dx\ dy+\iint _{T}5\ dx\ dy}
2 sin(x) i 3y3 són totes dues funcions imparelles i a més és evident que el disc T té simetria respecte a l'eix x i també respecte a l'eix y; per tant l'única contribució al resultat final de la integral és la que ve de la funció constant 5 perquè els altres dos trossos són nuls.
- Exemple (2):

La funció {\displaystyle f(x,y,z)=x\ e^{y^{2}+z^{2}}} i l'esfera de radi 2 centrada a l'origen de coordenades - com a regió d'integració - {\displaystyle T=x^{2}+y^{2}+z^{2}\leq 4}. La "bola" és simètrica respecte als tres eixos, però n'hi ha prou d'integrar respecte a la variable x per a veure que la integral és 0, perquè la funció és una funció imparella d'aquesta variable.

### Fórmules de reducció
Les fórmules de reducció utilitzen el concepte de domini simple per a fer possible la descomposició de la integral múltiple en una integral iterada. Aquestes s'han de resoldre de la dreta cap a l'esquerra integrant una variable en cada pas i considerant les altres variables com a constants (lo qual és similar al procés de càlcul de derivades parcials).

#### Dominis normals a R²
Normals en el sentit de perpendiculars als eixos de coordenades.

##### eixx
Si D és un domini mesurable perpendicular a l'eix x i {\displaystyle f:D\longrightarrow \mathbb {R} } és una funció contínua; i α(x) i β(x) (definides a l'interval [a,b]) són les dues funcions que determinen D. Llavors:
{\displaystyle \iint _{T}f(x,y)\ dx\,dy=\int _{a}^{b}dx\int _{\alpha (x)}^{\beta (x)}f(x,y)\,dy.}

##### eixy
Si D és un domini mesurable perpendicular a l'eix y i {\displaystyle f:D\longrightarrow \mathbb {R} } és una funció contínua; i α(y) i β(y) (definides a l'interval [a,b]) són les dues funcions que determinen D. Llavors:

Exemple: regió D limitada per les rectes x=0 i y=1 i la corba.

{\displaystyle \iint _{T}f(x,y)\ dx\,dy=\int _{a}^{b}dy\int _{\alpha (y)}^{\beta (y)}f(x,y)\,dx.}

##### Exemple

Exemple d'un domini normal a R^{3} (pla xy).

S'agafa la regió: {\displaystyle D=\{(x,y)\ :\ x=0,y=1,y=x^{2}\}} (si vos plau, mireu el gràfic de l'exemple). Calcular
{\displaystyle \iint _{D}(x+y)\,dx\,dy.}
En aquest cas el domini és perpendicular tant a l'eix x com al y. Per aplicar les fórmules cal trobar les funcions que determinen D i els seus intervals de definició.
En aquest cas les dues funcions són:
{\displaystyle \alpha (x)=x^{2}\,\!} i {\displaystyle \beta (x)=1\,\!}
l'interval ve donat per la intersecció de les funcions amb {\displaystyle x=0\,\!}, per tant l'interval és {\displaystyle [a,b]=[0,1]\,\!} (normalment s'ha triat respecte de l'eix x perquè visualment s'entengui millor).
Ara es poden aplicar les fórmules:
{\displaystyle \iint _{D}(x+y)\,dx\,dy=\int _{0}^{1}dx\int _{x^{2}}^{1}(x+y)\,dy=\int _{0}^{1}dx\ \left[xy\ +\ {\frac {y^{2}}{2}}\ \right]_{x^{2}}^{1}}
(primer es calcula la segona integral considerant x com una constant). La resta d'operacions consisteixen en aplicar les tècniques bàsiques d'integració:
{\displaystyle \int _{0}^{1}\left[xy\ +\ {\frac {y^{2}}{2}}\ \right]_{x^{2}}^{1}\,dx=\int _{0}^{1}\left(x+{\frac {1}{2}}-x^{3}-{\frac {x^{4}}{2}}\right)dx=\cdots ={\frac {13}{20}}.}
Si es tria la normalitat respecte de l'eix y es pot calcular
{\displaystyle \int _{0}^{1}dy\int _{0}^{\sqrt {y}}(x+y)\,dx.}
i s'obté el mateix resultat.

#### Dominis normals a R3
L'extensió d'aquestes fórmules a integrals triples és evident:
T és un domini perpendicular al pla xy respecte de les funcions α (x,y,z) i β(x,y,z). Llavors:
{\displaystyle \iiint _{T}f(x,y,z)\ dx\,dy\,dz=\iint _{D}dx\,dy\int _{\alpha (x,y,z)}^{\beta (x,y,z)}f(x,y,z)\,dz}
(Aquesta definició és la mateixa pels altres cinc casos de perpendicularitat a R3).

### Canvi de variables
Molt sovint, a causa de dominis d'integració que no són fàcilment interpretables (sense normalitat o amb fórmules complexes per a integrar), es recorre al canvi de variables per a reescriure la integral i obtenir-ne una forma més tractable de la regió d'integració o una expressió més senzilla de la funció. En fer-ho la funció s'ha d'adaptar al nou sistema de coordenades.
Exemple (1-a): 
La funció {\displaystyle f(x,y)=(x-1)^{2}+{\sqrt {y}}};
si s'aplica la substitució {\displaystyle x'=x-1,\ y'=y\,\!} per tant {\displaystyle x=x'+1,\ y=y'\,\!}
S'obté la nova funció {\displaystyle f_{2}(x',y)=(x')^{2}+{\sqrt {y}}}.
- Similarment amb el domini perquè està delimitat per funcions de les variables originals a les quals s'ha d'aplicar la transformació (x i y en l'exemple).
- els diferencials dx i dy es transformen a través del determinant de la matriu jacobiana que conté les derivades parcials de les transformacions respecte de les noves variables (es veurà com a exemple el cas de la transformació en coordenades polars).

Hi ha tres "tipus" principals de canvi de variables (un a R², i dos a R3); encara que, es poden trobar substitucions adequades emprant el mateix mètode i aplicar-lo de forma completament general.

#### Coordenades polars

Transformació de coordenades cartesianes a coordenades polars.

En R² si el domini té "simetria" circular i la funció té algunes característiques "particulars" es pot aplicar el canvi a coordenades polars (vegeu l'exemple de la figura) això significa que els punts genèrics P(x,y) en coordenades cartesianes canvien als seus respectius punts en coordenades polars. Això permet canviar la "forma" del domini i simplificar la funció per tal assolir un càlcul més senzill i immediat.
La relació fonamental per a fer la transformació de la funció és la següent:
{\displaystyle f(x,y)\rightarrow f(\rho \ \cos \phi ,\rho \ \sin \phi ).}
Exemple (2-a):
Si {\displaystyle f(x,y)=x+y\,\!}
aplicant el canvi de variables s'obté
{\displaystyle f(\rho ,\phi )=\rho \cos \phi +\rho \sin \phi =\rho \ (\cos \phi +\sin \phi ).}
Exemple (2-b):
Si {\displaystyle f(x,y)=x^{2}+y^{2}\,\!}
En aquest cas es té:
{\displaystyle f(\rho ,\phi )=\rho ^{2}(\cos ^{2}\phi +\sin ^{2}\phi )=\rho ^{2}\,\!}
emprant la relació fonamental de la trigonometria (molt útil per a simplificar aquesta operació).
La transformació del domini es fa definint el longitud del radi de la corona circular i l'amplitud de l'angle descrit per a definit els intervals ρ, φ a partir de x, y.

Exemple de la transformació d'un domini de cartesianes a polars.

Exemple (2-c):
Sia {\displaystyle D=x^{2}+y^{2}\leq 4\,\!}, o sia, una circumferència de radi 2; és evident que l'angle descrit és tota la volta, per tant, φ variarà de 0 a 2π, mentre que el radi ρ varia de 0 a 2.
Exemple (2-d):
Sia {\displaystyle D=\{x^{2}+y^{2}\leq 9,\ x^{2}+y^{2}\geq 4,\ y\geq 0\}}, és a dir la corona circular en el semiplà de les y positives (vegeu la figura de l'exemple); fixeu-vos que φ descriu un angle pla mentre ρ varia de 2 a 3. Per tant, el domini transformat serà el següent rectangle:
{\displaystyle T=\{2\leq \rho \leq 3,\ 0\leq \phi \leq \pi \}}.
El determinant de Jacobià d'aquesta transformació és del següent:
{\displaystyle {\frac {\partial (x,y)}{\partial (\rho ,\phi )}}={\begin{vmatrix}\cos \phi &-\rho \sin \phi \\\sin \phi &\rho \cos \phi \end{vmatrix}}=\rho }
que s'ha obtingut ficant les derivades parcials de x = ρ cos(φ), y = ρ sin(φ) respecte de ρ a la primera columna i respecte de φ a la segona, per tant, el diferencial dx dy en aquesta transformació, esdevé ρ dρ dφ.
Un cop s'ha transformat la funció i s'ha avaluat el domini, es pot definir la fórmula pel canvi de variables en coordenades polars:
{\displaystyle \iint _{D}f(x,y)\ dx\,dy=\iint _{T}f(\rho \cos \phi ,\rho \sin \phi )\rho \,d\rho \,d\phi .}
Fixeu-vos que φ pren valor a l'interval [0, 2π] mentre que ρ, com que és la mesura d'una longitud, només pot tenir valors positius.
Exemple (2-e):
Sia {\displaystyle f(x,y)=x\,\!} amb el domini de l'exemple 2-d.
A partir de l'anàlisi prèvia de D es coneixen els intervals deρ (de 2 a 3) i de φ (de 0 a π). Ara es transforma la funció:
{\displaystyle f(x,y)=x\longrightarrow f(\rho ,\phi )=\rho \ \cos \phi .}
finalment s'aplica la fórmula per a la integració:
{\displaystyle \iint _{D}x\,dx\,dy=\iint _{T}\rho \cos \phi \ \rho \,d\rho \,d\phi .}
Un cop escrits els intervals es té
{\displaystyle \int _{0}^{\pi }\int _{2}^{3}\rho ^{2}\cos \phi \ d\rho \ d\phi =\int _{0}^{\pi }\cos \phi \ d\phi \left[{\frac {\rho ^{3}}{3}}\right]_{2}^{3}=\left[\sin \phi \right]_{0}^{\pi }\ \left(9-{\frac {8}{3}}\right)=0.}

#### Coordenades cilíndriques

Coordenades cilíndriques.

En R3 la integració sobre dominis amb base circular es pot ver per canvi a coordenades cilíndriques; la transformació de la funció es fa per la següent relació:
La transformació del domini no és difícil perquè gràficament només varia la forma de la base (amb el mateix canvi que en el cas de les coordenades polars) mentre que la coordenada que indica l'alçada es conserva sense canvi.
Exemple (3-a):
Sia {\displaystyle D=\{x^{2}+y^{2}\leq 9,\ x^{2}+y^{2}\geq 4,\ 0\leq z\leq 5\}} (és a dir el "tub" que té per base la corona circular de l'exemple 2-d i d'alçada 5); si la transformació s'aplica a aquesta regió, s'obté: {\displaystyle T=\{2\leq \rho \leq 3,\ 0\leq \phi \leq \pi ,\ 0\leq z\leq 5\}} (és a dir el paral·lelepípede que té de base el rectangle de l'exemple 2-d i d'alçada 5).
Com que la component z no varia durant la transformació, els diferencials dx dy dz varien igual que en el canvi a coordenades polars: per tant, esdevenen ρ dρ dφ dz.
Finalment, s'aplica la fórmula a les coordenades cilíndriques:
{\displaystyle \iiint _{D}f(x,y,z)\,dx\,dy\,dz=\iiint _{T}f(\rho \cos \phi ,\rho \sin \phi ,z)\rho \,d\rho \,d\phi \,dz.}
Aquest mètode és convenient en dominis cilíndric o cònics o en regions on es fàcil delimitar l'interval de la z i transformar la base circular i la funció.
Exemple (3-b):
Sia {\displaystyle f(x,y,z)=x^{2}+y^{2}+z\,\!} amb domini d'integració el cilindre: {\displaystyle D=\{x^{2}+y^{2}\leq 9,\ -5\leq z\leq 5\}}.
La transformació de D en coordenades cilíndriques és:
{\displaystyle T=\{0\leq \rho \leq 3,\ 0\leq \phi \leq 2\pi ,\ -5\leq z\leq 5\}.}
mentre que la funció esdevé
{\displaystyle f(\rho \ \cos \phi ,\rho \ \sin \phi ,z)=\rho ^{2}+z\,\!} 

Finalment s'aplica la fórmula d'integració:
{\displaystyle \iiint _{D}(x^{2}+y^{2}+z)\,dx\,dy\,dz=\iiint _{T}(\rho ^{2}+z)\rho \,d\rho \,d\phi \,dz;}
desenvolupant la fórmula es té
{\displaystyle \int _{-5}^{5}dz\int _{0}^{2\pi }d\phi \int _{0}^{3}(\rho ^{3}+\rho z)\,d\rho =2\pi \int _{-5}^{5}\left[{\frac {\rho ^{4}}{4}}+{\frac {\rho ^{2}z}{2}}\right]_{0}^{3}\,dz}
{\displaystyle =2\pi \int _{-5}^{5}\left({\frac {81}{4}}+{\frac {9}{2}}z\right)\,dz=\cdots =855\pi .}

#### Coordenades esfèriques

Coordenades esfèriques.

En R3 alguns dominis tenen simetria esfèrica, així és possible especificar les coordenades de cada punt del domini d'integració per dos angles i una distància. És possible d'aplicar el canvi a coordenades esfèriques; la funció es transforma amb aquesta relació:
Fixeu-vos que els punts sobre l'eix z no tenen una caracterització precisa en coordenades esfèriques, per tant {\displaystyle \phi } pot variar entre 0 i π .
El domini d'integració que s'adapta millor aquest canvi és òbviament l'esfera.
Exemple (4-a):
Sia {\displaystyle D=x^{2}+y^{2}+z^{2}\leq 16} (esfera de radi 4 i centre a l'origen); aplicant la transformació es té la regió: {\displaystyle T=\{0\leq \rho \leq 4,\ 0\leq \phi \leq 2\pi ,\ 0\leq \theta \leq \pi \}.}
El determinant del Jacobià d'aquesta transformació és:
{\displaystyle {\frac {\partial \left(x,y,z\right)}{\partial \left(\rho ,\theta ,\phi \right)}}=\left|{\begin{matrix}\cos \theta \sin \phi &-\rho \sin \theta \sin \phi &\rho \cos \theta \cos \phi \\\sin \theta \sin \phi &\rho \cos \theta \sin \phi &\rho \sin \theta \cos \phi \\\cos \phi &0&-\rho \sin \phi \\\end{matrix}}\right|=-\rho ^{2}\sin \phi }
Per tant, els diferencials dx dy dz es transformen en {\displaystyle \rho ^{2}\sin \phi d\rho d\theta d\phi \,}. El signe és positiu perquè l'element de volum és el mòdul del determinant mentre que el signe indica l'orientació del sistema de coordenades.
Finalment s'obté la fórmula final d'integració:
{\displaystyle \iiint _{D}f(x,y,z)\,dx\,dy\,dz=\iiint _{T}f(\rho \sin \phi \cos \theta ,\rho \sin \phi \sin \theta ,\rho \cos \phi )\rho ^{2}\sin \phi \,d\rho \,d\theta \,d\phi .}
és preferible emprar aquest canvi en cas de dominis esfèrics i en cas de funcions que es poden simplificar fàcilment per la Relació fonamental de la trigonometria estesa a R3 (vegeu exemple 4-b); en altres casos pot ser preferible emprar coordenades cilíndriques (vegeu exemple 4-c).
{\displaystyle \iiint _{T}f(a,b,c)\rho ^{2}\sin \phi \,d\rho \,d\theta \,d\phi .}
Fixeu-vos que el {\displaystyle \sin \phi \,} i el {\displaystyle \rho ^{2}\,} extra venen del Jacobià.
Exemple (4-b):
D és la mateixa regió de l'exemple 4-a i {\displaystyle f(x,y,z)=x^{2}+y^{2}+z^{2}\,\!} és la funció a integrar.
la seva transformació és molt fàcil:
{\displaystyle f(\rho \sin \phi \cos \theta ,\rho \sin \phi \sin \theta ,\rho \cos \phi )=\rho ^{2},\,}
mentre que ja es coneixen els intervals de la regió transformada T a partir de D: 

{\displaystyle (0\leq \rho \leq 4,\ 0\leq \phi \leq \pi ,\ 0\leq \theta \leq 2\pi ).\,}
Per tant, aplicant la fórmula d'integració:
{\displaystyle \iiint _{D}(x^{2}+y^{2}+z^{2})\,dx\,dy\,dz=\iiint _{T}\rho ^{2}\ \rho ^{2}\sin \theta \,d\rho \,d\theta \,d\phi ,}
i, desenvolupant, es té
{\displaystyle \iiint _{T}\rho ^{4}\sin \theta \,d\rho \,d\theta \,d\phi =\int _{0}^{\pi }\sin \phi \,d\phi \int _{0}^{4}\rho ^{4}d\rho \int _{0}^{2\pi }d\theta =2\pi \int _{0}^{\pi }\sin \phi \left[{\frac {\rho ^{5}}{5}}\right]_{0}^{4}\,d\phi }
{\displaystyle =2\pi \left[{\frac {\rho ^{5}}{5}}\right]_{0}^{4}\left[-\cos \phi \right]_{0}^{\pi }=4\pi \cdot {\frac {1024}{5}}={\frac {4096\pi }{5}}.}
Exemple (4-c):
Sia D la bola amb centra a l'origen i radi 3a ({\displaystyle D=x^{2}+y^{2}+z^{2}\leq 9a^{2}\,\!}) i {\displaystyle f(x,y,z)=x^{2}+y^{2}\,\!} és la funció a integrar.
Mirant el domini, sembla convenient adoptar el canvi a coordenades esfèriques, de fet, els intervals que delimiten la nova regió T són obvis:
{\displaystyle 0\leq \rho \leq 3a,\ 0\leq \theta \leq 2\pi ,\ 0\leq \phi \leq \pi .\,}
En canvi, aplicant la transformació, s'obté
{\displaystyle f(x,y,z)=x^{2}+y^{2}\longrightarrow \rho ^{2}\sin ^{2}\phi \cos ^{2}\theta +\rho ^{2}\sin ^{2}\phi \sin ^{2}\theta =\rho ^{2}\sin ^{2}\phi }.
Aplicant la fórmula de la integració s'obté:
{\displaystyle \iiint _{T}\rho ^{2}\sin ^{2}\phi \rho ^{2}\sin \phi \,d\rho \,d\phi \,d\theta =\iiint _{T}\rho ^{4}\sin ^{3}\phi \,d\rho \,d\phi \,d\theta }
que és molt difícil de resoldre. Aquest problema es resoldrà emprant el canvi a coordenades cilíndriques. Els nous intervals T són
{\displaystyle 0\leq \rho \leq 3a,\ 0\leq \phi \leq 2\pi ,\ -{\sqrt {9a^{2}-\rho ^{2}}}\leq z\leq {\sqrt {9a^{2}-\rho ^{2}}};}
l'interval z s'ha obtingut dividint la bola en dos hemisferis simplement resolent la inequació a partir de la fórmula de D (i llavors transformant directament x² + y² en ρ²). La nova funció és simplement ρ². Aplicant la fórmula d'integració
{\displaystyle \iiint _{T}\rho ^{2}\rho \ d\rho \,d\phi \,dz}.
Llavors s'obté
{\displaystyle \int _{0}^{2\pi }d\phi \int _{0}^{3a}\rho ^{3}d\rho \int _{-{\sqrt {9a^{2}-\rho ^{2}}}}^{\sqrt {9a^{2}-\rho ^{2}}}\,dz=2\pi \int _{0}^{3a}2\rho ^{3}{\sqrt {9a^{2}-\rho ^{2}}}\,d\rho .}
Ara s'aplica la transformació
{\displaystyle 9a^{2}-\rho ^{2}=t\,\!\longrightarrow dt=-2\rho \,d\rho \longrightarrow d\rho ={\frac {dt}{-2\rho }}\,\!}
(els nous intervals esdevenen {\displaystyle 0,3a\longrightarrow 9a^{2},0}). Es té
{\displaystyle -2\pi \int _{9a^{2}}^{0}\rho ^{2}{\sqrt {t}}\,dt}
com que {\displaystyle \rho ^{2}=9a^{2}-t\,\!}, es té
{\displaystyle -2\pi \int _{9a^{2}}^{0}(9a^{2}-t){\sqrt {t}}\,dt,}
després d'invertir els límits d'integració i multiplicant els termes entre parèntesis, és possible descompondre la integral en dues parts que es poden resoldre directament:
{\displaystyle 2\pi \left[\int _{0}^{9a^{2}}9a^{2}{\sqrt {t}}\,dt-\int _{0}^{9a^{2}}t{\sqrt {t}}\,dt\right]=2\pi \left[9a^{2}{\frac {2}{3}}t^{\frac {3}{2}}-{\frac {2}{5}}t^{\frac {5}{2}}\right]_{0}^{9a^{2}}}
{\displaystyle =2\cdot 27\pi a^{5}(6-{\frac {2}{5}})=54\pi {\frac {28}{5}}a^{5}={\frac {1512\pi }{5}}a^{5}.}
Mercès al canvi a coordenades cilíndriques s'ha pogut reduir la integral triple a una integral d'una variable més fàcil de calcular.
Vegeu també la columna de volum diferencial en operador nabla en coordenades cilíndriques i esfèriques.

## Aplicacions

### Exemples d'aplicacions matemàtiques – Càlcul de volums
Gràcies als mètodes descrits prèviament és possible demostrar les fórmules per a calcular el volum d'algunes figures sòlides.
- Cilindre: Considerant com a domini la base circular de radi R i com a funció la constant de l'alçada h. S'aplica directament el canvi a coordenades polars:

{\displaystyle \mathrm {Volum} =\int _{0}^{2\pi }d\phi \int _{0}^{R}h\rho \ d\rho =h2\pi \left[{\frac {\rho ^{2}}{2}}\right]_{0}^{R}=\pi R^{2}h}
Verificació: Volum = àrea de la base * alçada = {\displaystyle \pi R^{2}\cdot h}
- Esfera: La demostració és ràpida aplicant el canvi a coordenades esfèriques integrant la funció constant 1 sobre l'esfera de radi R:

{\displaystyle \mathrm {Volum} =\int _{0}^{2\pi }\,d\phi \int _{0}^{\pi }\sin \theta \,d\theta \int _{0}^{R}\rho ^{2}\,d\rho =2\pi \int _{0}^{\pi }\sin \theta {\frac {R^{3}}{3}}\,d\theta ={\frac {2}{3}}\pi R^{3}[-\cos \theta ]_{0}^{\pi }={\frac {4}{3}}\pi R^{3}.}
- Tetraedre (piràmide de base triangular o 3-símplex): El volum del tetraedre de vèrtex a l'origen i alçada l coincidents amb els tres eixos cartesians, es pot calcular amb:

{\displaystyle \mathrm {Volum} =\int _{0}^{\ell }dx\int _{0}^{\ell -x}\,dy\int _{0}^{\ell -x-y}\,dz=\int _{0}^{\ell }dx\int _{0}^{\ell -x}(\ell -x-y)\,dy}
{\displaystyle =\int _{0}^{\ell }(\ell ^{2}-2\ell x+x^{2}-{\frac {(\ell -x)^{2}}{2}})\,dx=\ell ^{3}-\ell \ell ^{2}+{\frac {\ell ^{3}}{3}}-\left[{\frac {\ell ^{2}}{2}}-\ell x+{\frac {x^{2}}{2}}\right]_{0}^{\ell }=}
{\displaystyle ={\frac {\ell ^{3}}{3}}-{\frac {\ell ^{3}}{6}}={\frac {\ell ^{3}}{6}}}
Verificació: Volum = àrea de la base × alçada/3 = {\displaystyle {\frac {\ell ^{2}}{2}}\cdot \ell /3={\frac {\ell ^{3}}{6}}.}

Exemple d'un domini impropi.

### Aplicacions a la física
Aquestes integrals tenen moltes aplicacions a la física.
En mecànica el moment d'inèrcia respecte d'un eix, es calcula amb una integral de volum (una integral triple) de la densitat ponderada amb el quadrat de la distància a l'eix:
{\displaystyle I_{z}=\int _{V}^{.}\rho r^{2}\,dV.}
En electromagnetisme, les equacions de Maxwell es poden escriure per mitjà de integrals múltiples que calculen els camps magnètic i elèctric totals. En el següent exemple, el camp elèctric produït per una distribució de càrregues s'obté amb una integral triple de una funció vectorial:
{\displaystyle {\vec {E}}={\frac {1}{4\pi \epsilon _{0}}}\int {\frac {{\vec {r}}-{\vec {r}}'}{\left\|{\vec {r}}-{\vec {r}}'\right\|^{3}}}\rho ({\vec {r}}')\,\operatorname {d} ^{3}r'.}

## Integrals múltiples impròpies
En el cas de dominis no fitats o funcions no fitades cal donar una definició similar a la d'integral impròpia en una variable.